# 狂犬病病毒
狂犬病病毒（Rabies virus，縮寫RABV），一種RNA病毒，為麗沙病毒屬，是狂犬病的致病因子。狂犬病病毒属于嗜神经病毒，可感染神经系统。

## 特徵
完整的狂犬病病毒呈子弹形，长度大约为200纳米左右，直径为70纳米左右。RABV是有囊膜的病毒，囊膜为脂质双分子层外膜与包膜基质蛋白M组成结构蛋白外壳。囊膜内的核心部分是病毒的核衣壳（Nucleocapsid，NC），由单股不分节段的负链RNA及核蛋白N、磷蛋白P以及聚合酶L共同构成。RNA编码5种结构蛋白(3-N-P-M-G-L-5')：
- 核蛋白N：最为保守和高效表达；
- 磷蛋白P；
- 基质蛋白M：将核衣壳和病毒脂双层外膜连接起来；
- 糖蛋白G：同源三聚体跨膜糖蛋白，在RABV外壳上形成刺突（spikes），它含有可被宿主细胞识别的结构域，同时与RABV的嗜神经性和致病性相关；
- 多聚酶蛋白L。

目前普遍认为狂犬病病毒有四个不同的血清型。
狂犬病病毒对不利环境的抵抗力非常弱，在表面活性剂、消毒剂如甲醛、升汞、碘酒还有酸碱环境下会很快失去活性，并且对热和紫外线极其敏感。
目前國際公認的狂犬病宿主有狗、蝙蝠、浣熊、臭鼬、狐狸、獴六種，而在台灣和大陸地區都出現鼬獾感染狂犬病的病例，部份專家認為鼬獾可能是第七種病毒宿主，但目前尚未有定論。
感染RABV导致死亡的原因还没有完全确定。实验研究表明中枢神经系统在感染RABV后，干扰素、细胞活素类、趋化因子表达上调，转录学研究表明许多干扰素诱导的基因表达上调。免疫组学实验证实，在神经细胞中趋化因子的表达上调，这促进了免疫细胞汇入中枢神经系统，尤其是T细胞。证据显示直到病毒进入中枢神经系统后，免疫应答才发现。病毒是如何逃脱外周组织的免疫监管不太明确，但是可能归结为在感染早期，病毒复制水平低或者激起了外周的免疫抑制。 
狂犬病有2种临床形式：脑炎型（狂躁）和瘫痪型（麻痹型）。由于病毒在局部背根神经中枢和神经节处复制，病人的早期神经症状是疼痛、感觉异常、感染位置瘙痒。在前驱症状后，就能观察到脑炎型或者麻痹型症状。脑炎型狂犬病经常表现出唾液分泌过多，激动与平静在一段时间内交替。麻痹型和脑炎型的不同在于早期的肌无力（脑炎型狂犬病并未观察到），发展到昏迷和死亡的时间要比脑炎型长。